# 313
|  | Denne artikel er om årstallet 313. For andre betydninger se 313 (bil) og 313 (Jumbobog). |
| 313                |
| ------------------ |
| Dødsfald - Fødsler |
|                    |

| Gregoriansk kalender | 313 CCCXIII             |
| Ab urbe condita      | 1066                    |
| Armensk kalender     | I/T                     |
| Kinesiske kalender   | 3009 – 3010 壬申 – 癸酉 |
| Etiopisk kalender    | 305 – 306               |
| Jødisk kalender      | 4073 – 4074             |
| Hindukalendere       |                         |
| - Vikram Samvat      | 368 – 369               |
| - Shaka Samvat       | 235 – 236               |
| - Kali Yuga          | 3414 – 3415             |
| Iransk kalender      | 309 BP – 308 BP         |
| Islamisk kalender    | 319 BH – 318 BH         |

## Begivenheder
- Kristendommen bliver anerkendt i Romerriget